# جمال الدين بن شيخ
جمال الدين بن شيخ (بالفرنسية: Jamel Eddine Bencheikh)‏ هو كاتب جزائري متخصص في الشعر باللغة العربية، ولد في 27 شباط / فبراير 1930 في الدار البيضاء (المغرب) من أسرة جزائرية من قضاة و مات بالسرطان في 8 آب / أغسطس 2005 في تور (فرنسا).

## السيرة الذاتية
نشأ بن شيخ في المغرب (الدار البيضاء ووجدة) في عائلة مكونة من خمسة أطفال، كان هو ثالثهم. بعد الدراسة في الثانوية الفرنسية ذهب إلى ليون وبدأ دراسة الطب ثم توقف عن دراسته بعد  سنتين. وصل إلى الجزائر العاصمة، وتابع دراسات في اللغة العربية والقانون. 
ارتبط بصداقة مع الشاعر جان سيناك، حيث كرس كتابات عنه بعد مقتل هذا الأخير. وتابع دراسته للغة العربية ثم انتقل إلى باريس من عام 1956 إلى عام 1962. انضم للجيش الفرنسي، في سانت سير لتدريب الضباط الفرنسيين على القتال في الجزائر. ثم عاد إلى الجزائر بعد استقلالها، حيث اشتغل كمساعد ثم مدرس الأدب العربي في العصور الوسطى في كلية الآداب في الجزائر.  نشر كتاب  الشعر الجزائري الناطقة بالفرنسية، 1945-1965 مختارات تبقى أحد أهم المراجع الشعرية لهذه الفترة.
قام أيضا بنشر مقالات أدبية وسياسية في العديد من المجلات الأسبوعية في الجزائر، قام بتجميعها في عام 2001 في كتاب بعنوان الكتابات السياسية (1963-2000).
فرض بن شيخ على نفسه «المنفى الطوعي» في فرنسا احتجاجا على القيود المفروضة على الحريات التي يفرضها نظام في عهد هواري بومدين حيث أصبح باحث مشارك في المركز الوطني الفرنسي للبحث العلمي من 1969 إلى 1972 ثم أستاذ في جامعة باريس الثامنة، وأخيرا إلىجامعة باريس IV حتى اعتزاله في حزيران / يونيه 1997.
عاد إلى الجزائر في آذار / مارس 1992 للمرة الأخيرة. وكان يرافقه موقفه والنصوص في فترة العنف التي عبرت الجزائر منذ عام 1993. اتخذ على وجه الخصوص موقفا ضد الأصولية، وشجب «حفنة من يتحدث باسم الإسلام في مثل هذه الطريقة أنه في عملية تعميق الفهم بين المسلمين والغرب».